# Liste der Kulturdenkmale in Colbitz

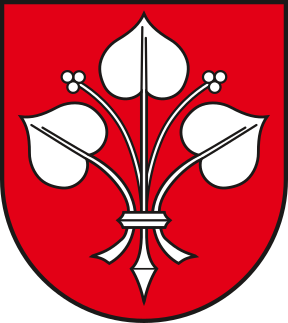
Wappen von Colbitz

In der Liste der Kulturdenkmale in Colbitz sind alle Kulturdenkmale der Gemeinde Colbitz im Landkreis Börde in Sachsen-Anhalt und ihrer Ortsteile aufgelistet. Grundlage ist das Denkmalverzeichnis des Landes Sachsen-Anhalt, das auf Basis des Denkmalschutzgesetzes vom 21. Oktober 1991 erstellt und seither laufend ergänzt wurde (Stand: 31. Dezember 2023).

## Kulturdenkmale nach Ortsteilen

### Colbitz
| Lage | Bezeichnung        | Beschreibung                        | Erfassungs- nummer | Ausweisungsart | Bild           |
| --- | ------------------ | ----------------------------------- | ------------------ | -------------- | -------------- |
| B 189 (Wolmirstedter Straße) (Karte)                                                                     | Distanzstein       |                                     | 094 75064          | Baudenkmal     | Distanzstein   |
| Am Wasserwerk 8 Colbitzer Heide, außerhalb des Ortes (Karte)                                             | Wasserwerk         |                                     | 094 15934          | Baudenkmal     | Wasserwerk     |
| Angernsche Straße ca. 5 km außerhalb der Ortslage an der Gemarkungsgrenze, nördlich der Straße (Karte)   | Wegweiser          |                                     | 094 75065          | Baudenkmal     | BW             |
| Bahnhofstraße (Karte)                                                                                    | Mausoleum          |                                     | 094 75069          | Baudenkmal     | Mausoleum      |
| Brauereistraße 1 (Karte)                                                                                 | Villa              |                                     | 094 75062          | Baudenkmal     | Villa          |
| Gardelegener Straße 10 (Karte)                                                                           | Vereinshaus        | HJ-Heim                             | 094 75088          | Baudenkmal     | BW             |
| Kirchgang 4, 6, Kirchplatz 1, 3, 5, Lange Straße 1, 2, 3, 3a, 5, 6, Lindhorster Straße 4, 17, 21 (Karte) | Platz              |                                     | 094 70391          | Denkmalbereich | BW             |
| Kirchplatz Ortsmitte (Karte)                                                                             | Kirche             | Pauluskirche                        | 094 75066          | Baudenkmal     | Kirche         |
| Kirchplatz vor der Kirche (Karte)                                                                        | Kriegerdenkmal     |                                     | 094 75067          | Baudenkmal     | Kriegerdenkmal |
| Lange Straße 2 (Karte)                                                                                   | Wohnhaus           |                                     | 094 70389          | Baudenkmal     | Wohnhaus       |
| Lange Straße 3a (Karte)                                                                                  | Wohnhaus           | sog. „Alte Schule“                  | 094 70255          | Baudenkmal     | Wohnhaus       |
| Lindhorster Straße am Straßenrand                                                                        | Denkmal            | Denkmal für Johann Heinrich Schulze | 094 75068          | Baudenkmal     |                |
| Lindhorster Straße (Karte)                                                                               | Mühle              | Bockwindmühle                       | 094 75332          | Baudenkmal     | Mühle          |
| Lindhorster Straße 17 (Karte)                                                                            | Gasthof            | „Alter Krug“                        | 094 18104          | Baudenkmal     | Gasthof        |
| Lindhorster Straße 21 Ecke Ortstraße, schräg gegenüber Kirche (Karte)                                    | Scheune            | Scheune                             | 094 70390          | Baudenkmal     | Scheune        |
| Rabensol 1 am Ortsrand (Karte)                                                                           | Forsthof           | ehem. Försterei „Rabensol“          | 094 75070          | Baudenkmal     | BW             |
| Schloßstraße 4 (Karte)                                                                                   | Verwalterhaus      |                                     | 094 75092          | Baudenkmal     | BW             |
| Schloßstraße 6 (Karte)                                                                                   | Wirtschaftsgebäude | sog. Jagdschloss                    | 094 75060          | Baudenkmal     | BW             |
| Spitzenberg 1 (Karte)                                                                                    | Bahnhof            |                                     | 094 75071          | Baudenkmal     | BW             |

### Lindhorst
| Lage                                                        | Bezeichnung    | Beschreibung          | Erfassungs- nummer | Ausweisungsart | Bild   |
| ----------------------------------------------------------- | -------------- | --------------------- | ------------------ | -------------- | ------ |
| Lindenstraße Ortsmitte (Karte)                              | Kirche         | Sankt-Johannes-Kirche | 094 75072          | Baudenkmal     | Kirche |
| Lindenstraße vor der Kirche (Karte)                         | Kriegerdenkmal |                       | 094 75074          | Baudenkmal     | BW     |
| Lindenstraße östlich der Einmündung des Moser Weges (Karte) | Spritzenhaus   |                       | 094 75647          | Baudenkmal     | BW     |
| Lindenstraße 2 (Karte)                                      | Bauernhaus     |                       | 094 75073          | Baudenkmal     | BW     |
| Lindenstraße 11 (Karte)                                     | Wohnhaus       |                       | 094 70622          | Baudenkmal     | BW     |

## Ehemalige Denkmale
Die nachfolgenden Objekte waren ursprünglich ebenfalls denkmalgeschützt oder wurden in der Literatur als Kulturdenkmale geführt. Die Denkmale bestehen heute jedoch nicht mehr, ihre Unterschutzstellung wurde aufgehoben oder sie werden nicht mehr als Denkmale betrachtet.

### Colbitz
| Lage                  | Bezeichnung | Beschreibung | Erfassungs- nummer | Ausweisungsart | Bild |
| --------------------- | ----------- | --- | ------------------ | -------------- | ---- |
| Planstraße 22 (Karte) | Wohnhaus    | Wohnhaus Bei einer vertieften Erfassung wurde keine Denkmaleigenschaft festgestellt und das Haus daher 2023 aus dem Denkmalverzeichnis gestrichen. | 094 15930          | Baudenkmal     | BW   |

## Legende
In den Spalten befinden sich folgende Informationen:
- Lage: Nennt den Straßennamen und wenn vorhanden die Hausnummer des Kulturdenkmals. Die Grundsortierung der Liste erfolgt nach dieser Adresse. Der Link „Karte“ führt zu verschiedenen Kartendarstellungen und nennt die geographischen Koordinaten.
Link zu einem Kartenansichtstool, um Koordinaten zu setzen. In der Kartenansicht sind Baudenkmale ohne Koordinaten mit einem roten bzw. orangen Marker dargestellt und können in der Karte gesetzt werden. Baudenkmale ohne Bild sind mit einem blauen bzw. roten Marker gekennzeichnet, Baudenkmale mit Bild mit einem grünen bzw. orangen Marker.
- Offizielle Bezeichnung: Nennt den Namen, die Bezeichnung oder zumindest die Art des Kulturdenkmals und verlinkt, soweit vorhanden, auf den Artikel zum Objekt.
- Beschreibung: Nennt bauliche und geschichtliche Einzelheiten des Kulturdenkmals, vorzugsweise die Denkmaleigenschaften.
- Erfassungsnummer: Für jedes Kulturdenkmal wird in Sachsen-Anhalt eine 20stellige Erfassungsnummer vergeben. Die letzten zwölf Ziffern werden für die Untergliederung nach Teilobjekten genutzt und werden nur angegeben, soweit vergeben. In dieser Spalte kann sich folgendes Icon  befinden, dies führt zu Angaben zu diesem Baudenkmal bei Wikidata.
- Ausweisungsart: Die Einordnung des Denkmales nach § 2 Abs. 2 DenkmSchG LSA
- Bild: Ein Bild des Denkmales, und gegebenenfalls einen Link zu weiteren Fotos des Kulturdenkmals im Medienarchiv Wikimedia Commons. Wenn man auf das Kamerasymbol klickt, können Fotos zu Kulturdenkmalen aus dieser Liste hochgeladen werden: